# Премія Уве Йонсона
Премія Уве Йонсона (нім. Uwe-Johnson-Preis) — німецька літературна премія, заснована 1994 року. Премією Уве Йонсона, за статутом, відзначають «німецькомовних авторів у чиїх творах є перегук з поетикою Уве Йонсона і які тематизують німецьку минувшину, сьогодення й майбутнє».
З 2017 року грошова частина головної премії становить 20 000 євро, а грошова частина заохочувальної премії (за найкращий дебют) — 5000 євро. Головна і заохочувальна премії чергуються через рік.

## Лауреати
- 1994: Курт Драверт за роман Spiegelland. Ein deutscher Monolog
- 1995: Вальтер Кемповскі за твір Ехолот
- 1997: Марсель Баєр за роман Летючі пси / Flughunde
- 1999: Герт Нойманн за роман Замах / Anschlag
- 2001: Юрген Бекер за роман Aus der Geschichte der Trennungen[2]
- 2003: Норберт Гштрайн за роман Ремесло вбивати / Das Handwerk des Tötens
- 2005: Арно Орцессек за роман Шатауська дочка / Schattauers Tochter (за найкращий дебют)
- 2006: Йоохен Лаабс за роман Пізня подорож / Späte Reise
- 2007: Емма Браславскі за роман Aus dem Sinn (за найкращий дебют)
- 2008: Уве Талькамп за роман Вежа
- 2009: Томас Плетцінгер за роман ПОхорон собаки / Bestattung eines Hundes (за найкращий дебют)
- 2010: Кріста Вольф за роман Місто янголів / Stadt der Engel
- 2011: Юдіт Цандер за роман Речі, які ми кажемо сьогодні / Dinge, die wir heute sagten (за найкращий дебют)
- 2012: Крістоф Гайн за роман Спадщина Вайскерна / Weiskerns Nachlass
- 2013: Матіас Зенкель за роман Frühe Vögel (за найкращий дебют)
- 2014: Луц Зайлер за роман Крузо[3]
- 2015: Мірна Функ за роман Зима наближається / Winternähe (за найкращий дебют)
- 2016: Ян Конеффке за роман Народився в неділю / Ein Sonntagskind
- 2017: Шіда Базіар за роман Жодної тиші в Тегерані / Nachts ist es leise in Teheran (за найкращий дебют)
- 2018: Ральф Ротманн за роман Бог того літа / Der Gott jenes Sommers[4]
- 2019: Кена Кузаніт за роман Вавилон (за найкращий дебют)
- 2020: Ірина Лібманн за роман Велика Гамбурзька вулиця / Die Große Hamburger Straße[5]